# Honi Soit
Honi Soit är den tidigare The Velvet Underground-medlemmen John Cales soloalbum, utgivet 1981. Albumet producerat av Mike Thorne och släpptes under etiketten A&M Records.

## Låtlista
1. Dead or Alive
2. Strange Times in Casablanca
3. Fighter Pilot
4. Wilson Joliet
5. Streets of Laredo
6. Honi Soit (La Première Leçon de Français)
7. Riverbank
8. Russian Roulette
9. Magic & Lies

## Medverkande
- John Cale − gitarr, keyboard, sång, viola
- John Gatchell − trumpet
- Jim Goodwin − synthesizer, keyboard, sång
- Peter Muny − bas, sång
- Robert Medici − slagverk, sång
- Sturgis Nikides − gitarr, sång
- Bomberettes − sång